# I Walked with a Zombie
I Walked with a Zombie (conocida como Yo anduve con un zombie en España y Yo dormí con un fantasma en Hispanoamérica) es una película estadounidense de terror de 1943 basada en parte en un artículo escrito por Inez Wallace y publicado en la revista The American Weekly y en la novela de Charlotte Brontë Jane Eyre.
La película fue dirigida por Jacques Tourneur y producida por Val Lewton. Vudú, zombis y magia negra se combinan en una isla misteriosa en este clásico de terror de serie B. El director se apropia del vudú haitiano, que se ve reducido a unas extrañas prácticas mediante las cuales los brujos serían capaces de matar un individuo y luego reanimarlo hasta un estado de muerto viviente. La idea tendría éxito.

## Sinopsis
Betsy Connell (Frances Dee), una enfermera canadiense, es contratada por el Sr. Holllan (Tom Conway), un terrateniente de una plantación azucarera en la isla antillana de San Sebastián, para que cuide a su esposa, Jessica. Una vez allí, Betsy comprueba que la enferma está en una especie de estado catatónico; los habitantes del lugar dicen que es una zombi...

## Reparto
- Tom Conway: Paul Holland.
- Frances Dee: la enfermera Betsy Connell (personaje que en principio iba a representar la actriz Anna Lee)
- James Ellison: Wesley Rand
- Edith Barrett: Sra. Rand.
- Christine Gordon: Jessica Holland
- James Bell: Dr. Maxwell
- Theresa Harris:[5] Alma
- Sir Lancelot: un cantante de calipso

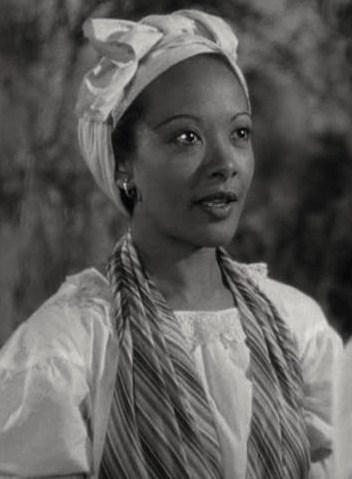
Theresa Harris en un fotograma del reclamo.

- Darby Jones: Carre-Four
- Jeni Le Gon: bailarín